# إيلا إدموندسون
إيلا إدموندسون (بالإنجليزية: Ella Edmondson)‏ هي مغنية وعازفة قيثارة ومغنية مؤلفة بريطانية، ولدت في 22 يناير 1986 في هامرسميث في المملكة المتحدة.

## وصلات خارجية
- إيلا إدموندسون على موقع IMDb (الإنجليزية)
- إيلا إدموندسون على موقع ميوزك برينز (الإنجليزية)
- إيلا إدموندسون على موقع ديسكوغز (الإنجليزية)